# Кабанець Іван Федорович
Іван Федорович Кабанець (27 квітня 1902, Германівська Слободівка, нині село Слобідка Обухівського району Київської області — 20 січня 1972, Красна Слобідка, нині Слобідка Обухівського району Київської області) — український радянський діяч, голова колгоспу «Червоний хлібороб» Київської області. Герой Соціалістичної Праці (26.02.1958). Кандидат у члени ЦК КПУ в 1960—1961 роках.

## Біографія
Народився 14(27) квітня 1902 року в бідній селянській родині. З дванадцятирічного віку наймитував.
Служив у Червоній армії. Після демобілізації працював у сільському господарстві, а з 1926 року очолював риболовно-кооперативне товариство.
У 1932—1941 роках — голова колгоспу імені Ворошилова села Красна Слобідка Обухівського району Київської області.
Член ВКП(б) з 1938 року.
Під час німецько-радянської війни служив у Червоній армії.
У 1946 — січні 1972 року — голова колгоспу імені Ворошилова (потім — «Червоний хлібороб») села Красна Слобідка Обухівського району Київської області. Обирався заступником голови Ради колгоспів Української РСР.
Організатор колгоспного виробництва. Колгосп, яким керував Кабанець, мав 4410 га сільськогосподарських угідь. Господарство — зерново-бурякового напряму, розвинуте тваринництво. До 50-річчя Жовтневої революції колгосп нагороджено пам'ятним Червоним прапором ЦК КПРС, Верховної Ради СРСР, Ради Міністрів СРСР і ВЦРПС. Господарство стало справжньою академією досвіду, куди їхали вчитися трудівники сіл України, інших республік СРСР, зарубіжні гості.

## Нагороди
- Герой Соціалістичної Праці (26.02.1958)
- орден Леніна (26.02.1958)
- орден Жовтневої Революції
- два ордени Трудового Червоного Прапора
- орден Червоної Зірки
- медалі
- Почесна грамота Президії Верховної Ради Української РСР (8.10.1966)